# Alfonso Boone
Alfonso Boone (Saginaw, 11 gennaio 1976) è un ex giocatore di football americano statunitense che ha giocato nel ruolo di defensive end nella National Football League dal 2000 al 2010.
Fu selezionato dai Detroit Lions nel settimo round del Draft NFL 2000. Ha giocato a football al college a Mt. San Antonio.
Boone ha militato anche nei Chicago Bears, nei Kansas City Chiefs e nei San Diego Chargers.

## Vittorie e premi
Nessuno

## Statistiche
| Partite totali             | 129 |
| Partite totali da titolare | 41  |
| Tackle totali              | 129 |
| Intercetti fatti           | 0   |
| Fumble recuperati          | 2   |